# Федорівка (Житомирський район)
Фе́дорівка — село в Україні, у Житомирському районі Житомирської області, входить до складу Черняхівської селищної громади. Населення становить 266 осіб.

## Історія Федорівки і сусідньоїМалинівки
Село Федорівка відноситься до Стиртянської сільської Ради. Згадується, як село приходу Бежівської церкви, яка побудована в 1647 році на місці старої церкви, куди звичайно також відносилась Федорівка. Оглядаючи сільське кладовище, його розміри, можна зробити висновок, що населений пункт має тисячну історію.
Біля села Федорівки, як рідна сестра стоїть село Малинівка. Через село проходив старовинний шлях, який уже закинутий, на більш північні села: Жадьки, Селець, Видибор, Браженку. З легенд знаємо, що через Жадьки ішов чумацький шлях і навіть назва села «Жать» походить від того, що в цьому місці народ допомагав чумакам витягати з глибокого піщаного насипу великі і тяжкі мажі (вози).
Напевно в селі Малинівка місцеві жителі збирали малину, а в селі Федорівка поселився чоловік по імені Федір. Але це легенди. Достовірніших даних про ці села не знайдено.
Тільки відомо, що в селі Федорівка в 1913 році, було відкрите початкове училище, де навчалось 29 учнів.
В основному тут живуть люди, які мають прізвища: Кравчуки, Колесники, Ковальчуки, Когути, Маційчуки, Климчуки, Дем'янчуки, Денисенки, Бородичі, Бачинські, Баранівські, Шуневичі, Павлюки, Олійники. Як видно, тут прізвища присвоювались чи від професії, яку та чи інша людина мала, чи від і мені батьків, дідів.
Радянська влада в селах була остаточно встановлена після вигнання поляків в 1920 році.
Перший колгосп в селі Малинівка був організований в лютому 1930 році під назвою «Нове життя». Першим головою з лютого 1930 року по липень 1934 року працював Шуневич Іван Віталійович, 1904 р.н., безпартійний.
Під час Другої світової війни на полях цих сіл точились запеклі бої між радянськими та німецькими військами, які описані свідком тих далеких подій башкирським письменником Аміром Чинишом в романі «Клекот Беркута» (1981).
На могилах загиблих солдат встановлені обеліски.
Після Німецько-радянської війни малинівський колгосп «Нове життя» і федорівський колгосп ім. Калініна були об'єднані в єдине господарство. Головою новоствореного господарства колгоспники обрали жителя с. Федорівки Горобчука Дмитра Кириловича, учасника Другої світової війни, який був нагороджений бойовими орденами Червоного Прапора, Вітчизняної війни І ступеня і багатьма медалями. Горобчук Д. К. працював головою колгоспу більше двадцяти років, а потім директором початкової школи.
В селах Федорівка і Малинівка розташоване господарство «Федорівське», який має 1512 га земельних угідь, в тому числі 978 га орної землі, 271 га сіножатей, луків та пасовищ 293 га.
В селі Федорівка працює клуб та магазин.
Багата Федорівка і на справжні таланти. Так, Федорівка є Батьківщиною видатного вченого в галузі фізичної хімії — Нечипорука Василя Васильовича.

## Пам'ятки

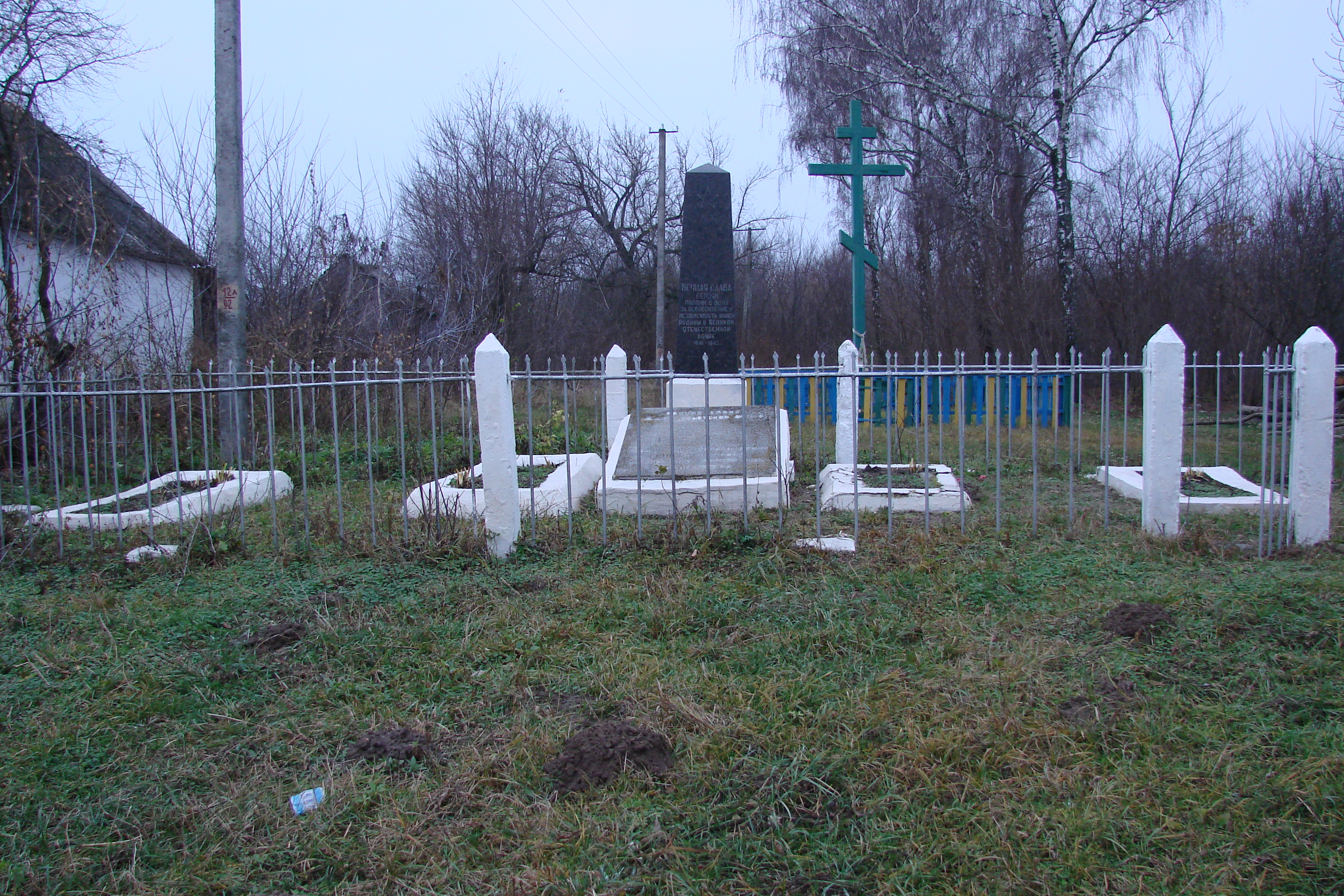
Братська могила радянських воїнів (11 осіб)
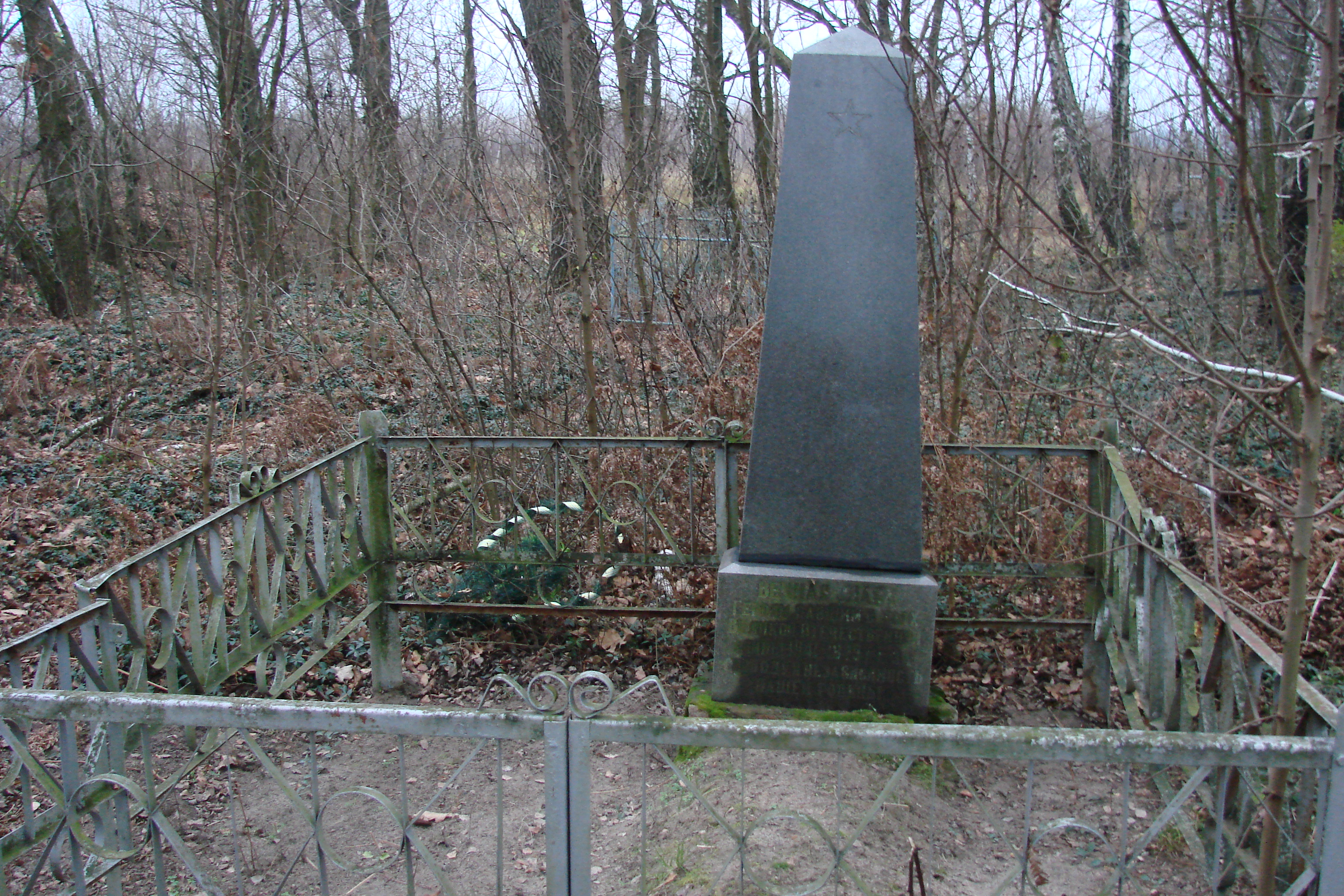
Братська могила радянських воїнів (на кладовищі, 7 осіб)
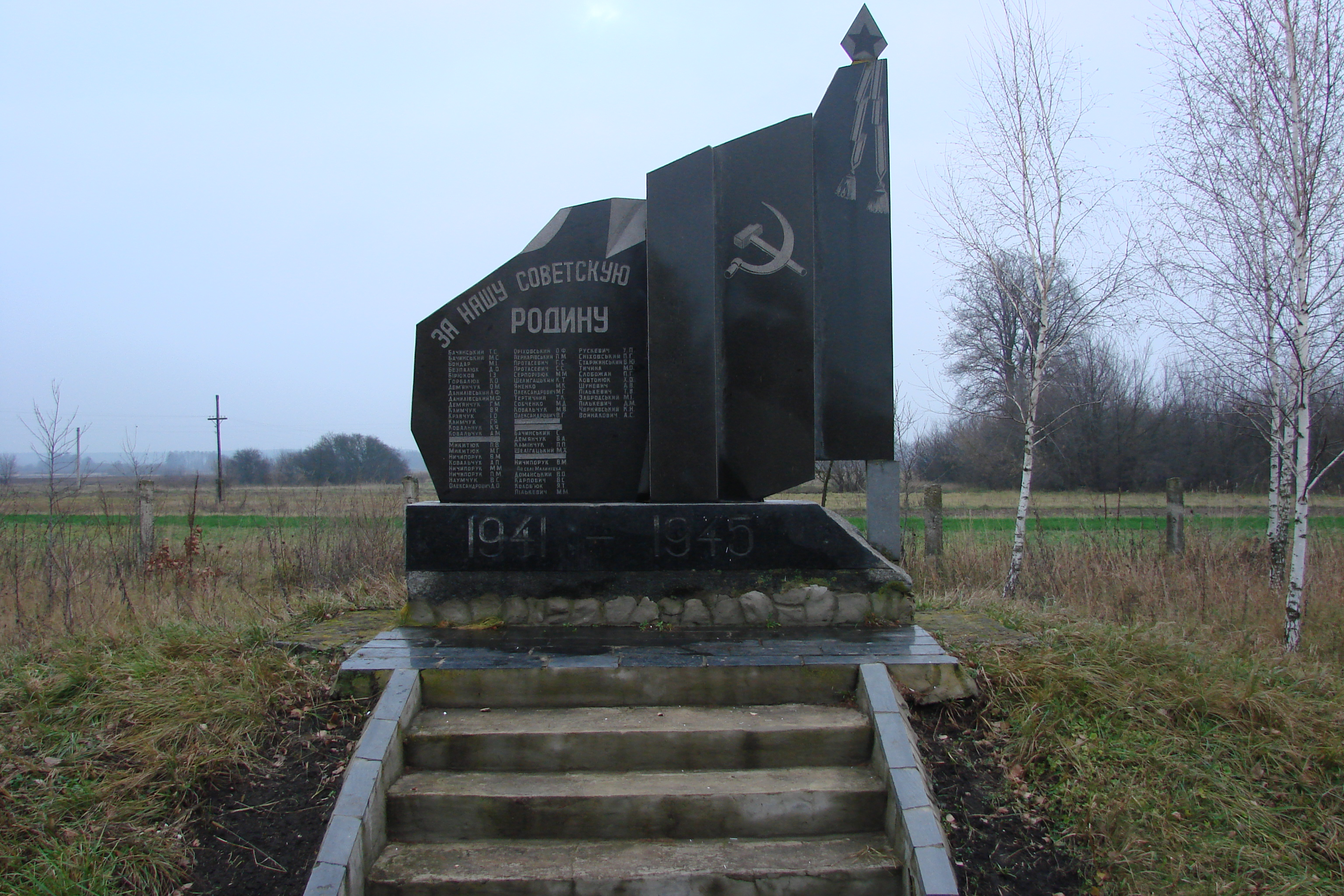
Пам'ятник воїнам-односельчанам (2013 рік)